# Justin Andrews (Schauspieler)
Justin Andrews (* in Columbus, Ohio) ist ein US-amerikanischer Schauspieler, Synchronsprecher, Tänzer, Tanzlehrer und DJ.

## Leben
Andrews wurde in Columbus geboren und wuchs in Williamsport im US-Bundesstaat Ohio auf. Er besuchte das Columbus State Community College. Nach seiner Schulzeit begann er als Tänzer und DJ zu arbeiten. Nach seinem Umzug nach Orlando im US-Bundesstaat Florida entschied er, Schauspieler zu werden und besuchte eine Zahl von Schauspielkursen und Workshops. 2006 wirkte er in einer Episode der Fernsehdokuserie Skeleton Stories mit. Da anfänglicher Erfolg ausblieb, zog er zurück nach Columbus und unterrichtete Tanz. Von 2010 bis 2012 machte er seinen Bachelor in Psychologie und Soziologie an der Capital University in Bexley. Er nutzte anschließend die Möglichkeit nach Los Angeles zu ziehen und rutschte dadurch wieder in die Schauspielerei hinein. Im Februar 2012 gründete er Positive Vibration Events, einen Eventveranstalter in Los Angeles.
2013 war er im Kurzfilm Gorilla Therapy zu sehen. 2014 folgten Besetzungen in den Kurzfilmen Bridge, der am 21. April 2014 im US-amerikanischen Videoverleih startete, und Miracle Medicine sowie eine Episodenrolle in der Fernsehserie Major Crimes. In den nächsten Jahren folgten weitere Episodenrollen unter anderen 2015 in der Fernsehserie It’s Always Sunny in Philadelphia oder 2016 in Masters of Sex. 2016 übernahm er in der Mini-Serie PK Pat die gleichnamige Hauptrolle und war auch für das Drehbuch und die Produktion verantwortlich. 2016 übernahm er eine größere Rolle im Kurzfilm Chocolate. Der Film wurde unter anderen zum besten Kurzfilm auf dem Catalina Film Festival gekürt. 2018 mimte er die Episodenhauptrolle des Eric Baldus, einem Agenten der Drug Enforcement Administration, im Netflix Original Drug Lords.
Seit 2018 tritt er in Videos der Metal-Band Ghost auf, die die fiktive Geschichte des Sängers Cardinal Copia erzählen und auch weitere zeitliche Abschnitte der vermeintlichen Bandgeschichte zeigen. Unter anderen tritt er in einem Video auf, das die Band am 13. September 1969 in Los Angeles bei einem Live-Auftritt zeigt. Außerdem wirkte er im Musikvideo zum Lied Dance Macabre vom Album Prequelle mit.
2019 übernahm Andrews eine der zwei Hauptrollen im Kurzfilm To Smell the Roses. Darin verkörpert er die Rolle des David, einen Workaholic, der seinen Sohn Ben, gespielt von Ayden Mekus, aufgrund seiner Arbeit vernachlässigt. Erst als dieser sein Smartphone entwendet und es zu einer Schnitzeljagd durch Los Angeles kommt, ändert David seine Prioritäten und erkennt, was wirklich wichtig ist. Der Kurzfilm wurde am 5. Oktober 2019 auf dem NewFilmmakers Los Angeles uraufgeführt und wurde als bester Film ausgezeichnet.

## Filmografie

### Schauspiel
- 2006: Skeleton Stories (Fernsehdokuserie, Episode 2x08)
- 2013: Gorilla Therapy (Kurzfilm)
- 2014: Bridge (Kurzfilm)
- 2014: Major Crimes (Fernsehserie, Episode 3x10)
- 2014: Killer Kids (Fernsehdokuserie, Episode 4x01)
- 2014: Miracle Medicine (Kurzfilm)
- 2015: It’s Always Sunny in Philadelphia (Fernsehserie, Episode 10x02)
- 2015: My Crazy Ex (Fernsehserie, Episode 2x29)
- 2016: Chronologie des Grauens (Murder Book) (Fernsehserie, Episode 2x07)
- 2016: The Rally-LA
- 2016: Namour
- 2016: PK Pat (Mini-Serie, 2 Episoden)
- 2016: Masters of Sex (Fernsehserie, Episode 4x03)
- 2016: Mein peinlicher Sex-Unfall (Sex Sent Me to the ER) (Fernsehdokuserie)
- 2016: Chocolate (Kurzfilm)
- 2017: Rene (Kurzfilm)
- 2018: Drug Lords (Fernsehdokuserie, Episode 2x03)
- 2019: To Smell the Roses (Kurzfilm)

### Ghost-Videos
- 2018: Dance Macabre (Musikvideo)
- 2019: Chapter Seven: New World Redro
- 2019: Chapter Eight: Kiss the Go-Goat

## Synchronsprecher (Auswahl)
- 2012: Ultraman Saga (Urutoraman sâga/ウルトラマンサーガ)
- 2016: Ultraman X the Movie: Here He Comes! Our Ultraman (Gekijôban Urutoraman X: Kita zo! Warera no Urutoraman/劇場版 ウルトラマンX きたぞ! われらのウルトラマン)